# Llei de la gravitació universal

Il·lustració del funcionament de la llei de la gravitació universal de Newton; una massa puntual m_{1} atreu una altra massa puntual m₂ amb una força F₂ que és proporcional al producte de les dues masses i inversament proporcional al quadrat de la distància (r) que hi ha entre les masses. Siguin quines siguin les masses o les distàncies, les magnituds de F_{1} i F₂ sempre seran iguals. G és la constant de la gravitació.

La llei de la gravitació universal de Newton ens diu que la força d'atracció entre dos cossos, amb masses m1 i m₂ respectivament, és proporcional al producte de les masses m1 i m₂ i inversament proporcional al quadrat de la distància que separa els dos cossos. Matemàticament s'expressa com:
{\displaystyle F=G{\frac {m_{1}m_{2}}{d^{2}}}\ ,}
en què F és el mòdul de la força de la gravetat, G és la constant gravitacional, m1 i m₂ són les masses dels dos objectes que originen la força, i d és la distància entre els dos centres de gravetat de les dues masses, que es consideren concentrades en un punt.
El valor de G en el SI, sistema internacional d'unitats és:
{\displaystyle G=\left(6.67430\pm 0.00015\right)\times 10^{-11}\ {\mbox{N}}{\cdot }{\mbox{m}}^{2}{\cdot }{\mbox{kg}}^{-2}=\left(6.67430\pm 0.00015\right)\times 10^{-11}\ {\mbox{m}}^{3}{\cdot }{\mbox{kg}}^{-1}{\mbox{s}}^{-2}{\cdot }}
Amb la llei de la gravitació universal, Newton va aconseguir reproduir les lleis de Kepler, donant així una explicació més fonamental de les tres lleis, que fins llavors només s'havien pogut derivar de manera empírica.
Per exemple, en la superfície terrestre, on hom pot considerar que la distància al centre de la Terra és la mateixa en tots els punts (és una aproximació: la diferència de la distància mitjana del centre de la Terra a un punt del nivell del mar i al pic d'una muntanya de 1.000 metres és de menys d'un 0,02%).
{\displaystyle F=G{\frac {Mm}{d^{2}}}=mg\,} on {\displaystyle \ g=G{\frac {M}{R^{2}}}\ .}
Aquí M és la massa de la Terra i R el seu radi mitjà. Generalment, és una bona aproximació considerar g com una constant. De fet, g és l'acceleració que els cossos experimenten en la superfície terrestre i que és la mateixa per a tots els cossos, independent de la seva massa (com es pot deduir de la derivació anterior) i que va ser demostrat empíricament per Galileo Galilei.

## Conseqüències

### Acceleració de la gravetat

Efecte de l'atracció gravitatòria terrestre: animació d'una esfera en caiguda lliure des de la Torre de Pisa

Considerant la segona llei de Newton, que explica que l'acceleració que pateix un cos és proporcional a la força exercida sobre ell, estant totes dues relacionades per una constant de proporcionalitat que és precisament la massa d'aquest objecte,

{\displaystyle F=m\cdot g}

i introduint-la a la llei de la Gravitació Universal (en la seva forma més simple, únicament per simplicitat) s'obté que l'acceleració que pateix un cos a causa de la força de la gravetat exercida per un altre de massa {\displaystyle M} és igual a

{\displaystyle g=G{\frac {M}{d^{2}}}}

on {\displaystyle g} és l'acceleració soferta.
És a dir, aquesta acceleració és independent de la massa que presenti el nostre objecte, únicament depèn de la massa del cos que exerceix la força i de la seva distància. Per això, si es tenen dos cossos de massa diferent (per exemple la Lluna i un satèl·lit artificial, que únicament tingui una massa d'uns pocs quilograms) a la mateixa distància de la Terra, l'acceleració que produeix aquesta sobre tots dos és exactament la mateixa.
Tal com l'acceleració que té la mateixa direcció que la de la força, és a dir en la direcció que uneix ambdós cossos, això produeix que si sobre ambdós cossos no s'exerceix cap altra força externa, aquests es mouran descrivint òrbites entre si, cosa que descriu perfectament el moviment planetari (o del sistema Terra-Lluna), o de caiguda lliure aproximant-se un cos cap a l'altre, com passa amb qualsevol objecte que deixem anar a l'aire i que cau irremeiablement cap a terra, en la direcció del centre de la Terra.
Amb aquesta llei es pot determinar l‟acceleració de la gravetat que produeix un cos qualsevol situat a una distància donada. Per exemple, es dedueix que l'acceleració de la gravetat que ens trobem a la superfície terrestre a causa de la massa de la Terra és de {\displaystyle g\approx 9.81\ {\mbox{m/s}}^{2}}, que és l'acceleració patida per un objecte en caure. I que aquesta acceleració és pràcticament la mateixa a l'espai, a la distància on es troba l'Estació Espacial Internacional, {\displaystyle g\approx 9.32\ {\mbox{m/s}}^{2}} (és a dir, és un 95 % de la gravetat que tenim a la superfície, únicament una diferència d'un 5 %), i cal recordar que el fet que els astronautes no sentin la gravetat no és perquè aquesta sigui nul·la, sinó pel seu estat d'ingravidesa (de caiguda lliure contínua).
I la gravetat que exerceix una persona sobre una altra, situada a un metre de distància, és al voltant de {\displaystyle g\sim 10^{-8}\ {\mbox{m/s}}^{2}} (per a una persona d'uns 100 kg). Aquest és el fet pel qual no sentim la gravetat que exerceixen cossos “poc massius” com nosaltres.

### Preeminència del cos més massiu
Continuant amb allò que s'acaba d'esmentar sobre l'acceleració que pateix un cos a conseqüència de la presència d'un altre objecte massiu, el fet que aquesta acceleració únicament depengui de la massa d'aquest objecte massiu mostra que, per a dos cossos donats de massa diferent, el cos menys massiu serà el que pateixi una acceleració més gran, i per tant un canvi de moviment més pronunciat. Amb això s'observa directament una resposta per què és la Terra la que orbita entorn del Sol i no al revés, ja que aquest últim té una massa superior a la de la Terra (unes 330.000 vegades superiors), fent, en canvi, que el moviment experimentat pel Sol a conseqüència de l'atracció que exerceix la Terra sobre ell sigui insignificant. I de la mateixa manera, és la Lluna (cos menys massiu) la que orbita entorn de la Terra.

### Interior d'un cos esfèric

Intensitat del camp gravitatori terrestre (des de l'òrbita del Transbordador Espacial fins al centre del planeta)

Una de les conseqüències que porta que la gravetat sigui una força que depèn com la inversa del quadrat de la distància és que si es té un cos esfèric, amb una densitat que únicament va variant a mesura que ens allunyem del centre del cos (la qual cosa podria ser un model que descriu de forma força adequada a la Terra), es pot demostrar a través de la llei de Gauss que la força a l'interior (a una distància {\displaystyle r} del centre) únicament depèn de la massa existent dins de l'esfera de ràdio {\displaystyle r}. És a dir, la massa que hi ha fora de l'esfera esmentada no produeix cap força sobre un cos situat en aquest punt. Per això, dins del cos la força ja no depèn de la inversa del quadrat (ja que ara la massa a considerar depèn també d'aquesta distància) i resulta que és proporcional a aquesta distància. Això és, a l'interior del cos la força de la gravetat va creixent a mesura que ens allunyem del centre del cos (on aquesta és nul·la) fins a arribar a la superfície, on es fa màxima.
Aquest raonament és vàlid per a esferes homogènies, és a dir, de densitat uniforme. No obstant això, la Terra posseeix un nucli metàl·lic (el nucli) molt més dens que el mantell i l'escorça, per la qual cosa la màxima intensitat del camp gravitatori es produeix precisament en el límit entre el nucli i el mantell.
Un cop aconseguida la superfície exterior, s'observa el comportament habitual de decreixement a mesura que ens allunyem del cos. Tot això es pot veure en més profunditat a l'entrada de la intensitat del camp gravitatori.

### Interior d'una escorça buida
I per extensió del que s'acaba d'esmentar, en el cas que es tingués un cos esfèric buit (és a dir que únicament seria una closca esfèrica), en qualsevol punt extern segueix produint una força de la gravetat d'acord amb l'equació (1), és a dir com si aquest cos fos puntual. No obstant això, en ubicar-nos dins, observaríem que no hi ha força de la gravetat, ja que a l'interior ja no hi ha massa.

### Moviment dels planetes
Com s'ha esmentat a l'apartat històric, aquesta llei permet recuperar i explicar la Tercera Llei de Kepler, que mostra d'acord amb les observacions que els planetes que es troben més allunyats del Sol triguen més temps a fer una volta al voltant d'aquest. A més d'això, amb aquesta llei i usant les lleis de Newton es descriu perfectament tant el moviment planetari del Sistema Solar com el moviment dels satèl·lits (llunes) o sondes enviades des de la Terra. Per això, aquesta llei va ser considerada com una llei fonamental per més de 200 anys, i encara avui continua sent vigent per a la majoria dels càlculs necessaris que afecten la gravetat.
Un dels fets que mostren la seva precisió és que en analitzar les òrbites dels planetes coneguts al voltant de 1800 (quan encara quedaven per descobrir Neptú i Plutó), s'observaven irregularitats entorn de l'òrbita d'Urà principalment, i de Saturn i Júpiter encara menys, respecte al que predeia. Per això alguns astrònoms van suposar que aquestes irregularitats eren degudes a l'existència d'un altre planeta més extern, allunyat, que encara no havia estat descobert. Així, tant Adams com Le Verrier (de forma independent) van calcular matemàticament on s'hauria de trobar aquest planeta desconegut per poder explicar aquestes irregularitats. Neptú va ser descobert al cap de poc temps per l'astrònom Galle, el 23 de setembre de 1846, seguint-ne les indicacions i trobant-lo a menys d'un grau de distància de la posició predita.

### Correcció del pes per l'efecte centrífug a la Terra
Quan un cos descriu un moviment circular la seva velocitat va canviant constantment de direcció, el que significa que està sotmès a una acceleració per no ser constant la seva velocitat, encara que el seu mòdul o celeritat no canviï. En aquestes condicions, l'acceleració que experimenta el cos es deu a una força que actua sobre ell i que és dirigida cap al centre de la trajectòria circular que rep el nom de força centrípeta. Si aquesta força deixés d'actuar, el cos abandonaria la trajectòria circular en direcció tangencial a aquesta, adquirint un moviment rectilini uniforme en absència d'altres forces.
Si es posa a girar una pedra lligada a un cordill, aquest exerceix una força centrípeta constant per estirar la pedra accelerant-la cap al centre del cercle. La pedra exerceix sobre el cordill una força igual i oposada originant una tensió al cordill que augmentarà a mesura que sigui més gran la velocitat amb què gira la pedra. Per calcular el valor de la força centrípeta es fa servir l'equació:
| Símbol                | Nom                        | Unitat |
| --------------------- | -------------------------- | ------ |
| {\displaystyle F_{c}} | Força centrípeta           | N      |
| {\displaystyle m}     | Massa del cos que gira     | kg     |
| {\displaystyle v}     | Velocitat lineal del cos   | m/s    |
| {\displaystyle r}     | Ràdio de la circumferència | m      |

La força centrífuga és una força fictícia, percebuda per un observador sobre la terra que és igual en mòdul i de sentit oposat a l'acceleració centrípeta de la superfície de la Terra, per la qual cosa un observador situat sobre l'equador terrestre percebrà una major força centrípeta que als pols. Això és perquè en un punt de l'equador es mou més de pressa que en un proper dels pols. Per tant, quan la Terra fa una volta al voltant del seu eix, el punt sobre l'equador haurà recorregut aproximadament 40.000 km, que és el valor de la longitud de la circumferència a l'equador, mentre que el punt proper a un dels pols recorreria una distància molt més petita (de valor 0 exactament a cada pol). A causa d'això, la velocitat lineal d'un punt sobre l'equador serà més gran que la d'un punt a prop dels pols i conseqüentment serà més gran també la seva força centrífuga. Com que l'efecte de la força centrífuga és un distanciament respecte a l'eix de gir, la força centrífuga percebuda per un observador sobre la Terra equival que aquest vegi que aquests cossos s'allunyen de l'eix de gir, reduint l'efecte de la força de gravetat d'acord amb les mesures d'aquest observador.
Per aquesta raó, en mesurar el pes efectiu d'un cos un observador situat a prop de la línia de l'equador mesurarà un menor pes que un situat a prop dels pols, atès que l'acceleració centrífuga mesurada és menor als pols, a més de trobar-se més a prop del centre de la Terra a causa de l'aplatament dels seus pols.

## Problemes de la teoria de Newton
La llei de la gravitació universal de Newton era incapaç d'explicar tots els fets coneguts en la seva època. Per exemple:
- No predeia correctament l'òrbita de Mercuri. Les òrbites dels planetes al voltant del Sol segueixen una el·lipse, però només aproximadament: el punt de l'òrbita que està més a prop del Sol no sempre està al mateix lloc, sinó que lentament es mou al voltant del Sol. Això és provocat per l'atracció dels planetes entre si. Aquest fet, anomenat precessió del periheli, és predit correctament per les equacions de Newton per a tots els planetes, excepte per a Mercuri. La precessió predita era menor de la que s'havia observat molt abans de Newton.[2] La teoria general de la relativitat sí que va ser capaç de predir el valor d'aquesta precessió.

- Si l'univers era estàtic, perquè la força de la gravetat no el col·lapsés en un punt, havia de ser infinit. Però, ja l'any 1610, Johannes Kepler va observar que si l'univers fos infinit, llavors el cel nocturn hauria d'estar completament il·luminat, sense regions fosques (és l'anomenada paradoxa d'Olbers[3]).

Però, com observa David Christian, "totes les teories científiques tenen problemes. Però, mentre puguin contestar la majoria de qüestions plantejades, aquests problemes es poden ignorar. I els problemes que presentava la teoria de Newton van ser, en gran part, ignorats durant tot el segle XIX".

## Problemes filosòfics

### Acció a distància
A banda dels problemes pràctics esmentats anteriorment, existien alguns problemes de caràcter més filosòfic que afecten la mateixa teoria en si. En concret, un era el concepte d'acció a distància que utilitza la teoria. És a dir, en tot moment s'ha descrit que dos cossos allunyats una distància determinada (i, per tant, no es troben en contacte entre si) s'exerceixen una força, la força de la gravetat. Tanmateix, caldria respondre les preguntes de com s'exerceix aquesta força si els dos cossos no es toquen? Això era una qüestió per resoldre, no únicament de la teoria de Newton, sinó que també afecta l'electromagnetisme, i que no se sabia com afrontar. Per això, això va donar lloc al concepte físic de camp, que encara que no resolia completament el problema, sí que facilitava la utilització d'aquestes forces a distància i la seva explicació, i que per a la gravetat va fer que es comencés a treballar a través de la idea del camp gravitatori com a causant d'aquesta força de la gravetat.
Posteriorment, aquest problema quedaria resolt en la relativitat general, ja que en aquesta es va prescindir de descriure la gravetat com una força, passant a entendre's aquesta com una conseqüència que els cossos amb massa corben l'espai-temps (on com a analogia es podria imaginar l'espai-temps com un llit elàstic, on els cossos pesants fan que aquest es deformi i, per tant, els objectes que passin per aquí es desvien de les seves trajectòries originals).

### Massa inercial i massa gravitatòria: principi d'equivalència
Un altre gran problema que comportava aquesta teoria (i que serveix com un dels postulats des dels quals es desenvolupa la relativitat general) és el conegut com a principi d'equivalència. Aquest advoca pel fet que a la Teoria de la Gravitació Universal s'utilitza una quantitat pròpia de cada cos que és la que origina la força de la gravetat, la seva massa. Encara que aquí s'ha relacionat directament amb la massa pròpia de cada cos, aquesta realment podria ser definida com una massa gravitacional, en contraposició amb la massa utilitzada en la segona llei de Newton, que parla sobre la inèrcia dels cossos, {\displaystyle \mathbf {F} =m\mathbf {a} }, i que podria ser anomenada massa inercial.
A la pràctica, no hi ha cap llei, principi o fet que estableixi que les dues masses són, en efecte, la mateixa massa, com s'ha suposat en tota la descripció realitzada (únicament es coneix que totes dues són pràcticament iguals amb una gran precisió). Aquest fet que portaria una gran importància, ja que si no fossin les mateixes, l'acceleració que experimenta un cos deixaria de ser independent de la seva massa per exemple, no ha pogut ser resolt d'una manera efectiva, donant lloc al principi d'equivalència esmentat.

## Història

### Primers treballs
Isaac Newton als seus Principia esmenta com a referències a diversos pioners que inclou a Bullialdus (qui va suggerir, sense demostració, que existia una força des del Sol i que era proporcional al quadrat de la distància), i Borelli (qui va suggerir, també sense demostració, que hi havia una tendència centrífuga en el moviment dels planetes que era contrarestada per una altra força dirigida cap al Sol). D. T. Whiteside va escriure que la inspiració de Newton va venir principalment de Borelli, ja que el primer guardava una còpia del llibre de l'italià a la biblioteca.

### Treballs de Hooke i disputa
Quan el primer llibre dels Principis de Newton va ser exposat a la Royal Society (la Reial Acadèmia de les Ciències, d'Anglaterra), el coetani Robert Hooke va acusar a Newton de plagi per copiar-li la idea que la gravetat decaia com la inversa del quadrat de la distància entre els centres de tots dos cossos. Encara que aquesta controvèrsia ha durat fins i tot fins als nostres dies, no hi ha dades clares sobre si realment Newton coneixia els treballs de Hooke o no, ja que encara que tots dos es cartejaven regularment, en cap d'aquelles cartes Hooke esmenta la llei de la inversa del quadrat, cosa que Newton sí que va fer amb altres autors als quals sí que va agrair els treballs anteriors en què va basar les seves idees. Davant d'aquesta proclamació de Hooke de la seva idea de la inversa del quadrat, Newton va reiterar que aquesta idea en cap cas no era exclusivament d'ell, sinó que van ser diversos autors en aquella època els que ja es van adonar d'una dependència d'aquest tipus, com va reflectir en els agraïments de la seva publicació.

### Relació amb les lleis de Kepler
Les Lleis de Kepler eren una sèrie de tres lleis empíriques que descrivien el moviment dels planetes deduïts a partir de les observacions existents.
Encara que aquestes lleis descrivien aquests moviments, els motius de per què aquests eren així o què els causaven, romanien desconeguts tant per a Kepler com per als seus coetanis. No obstant això, van suposar un punt de partida per a Newton, que va poder donar una formulació matemàtica a aquestes lleis, cosa que juntament amb els seus propis èxits va conduir a la formulació de la llei de la Gravitació Universal. En especial, a través d'aquesta llei, Newton va poder donar la forma completa a la Tercera llei de Kepler, que descriu que els quadrats dels períodes de les òrbites dels planetes són proporcionals als cubs de les seves distàncies al Sol. És a dir, que els planetes més allunyats del Sol triguen més temps a fer una volta al voltant d'aquest (el seu any és més llarg).